# Fedir Bohatyrczuk
Fedir Parfenowycz Bohatyrczuk, ukr. Федір Парфенович Богатирчук, ang. Fedir Bohatyrchuk (ur. 14 listopada 1892 w Kijowie, zm. 4 września 1984 w Ottawie) – ukraiński szachista, lekarz, członek prezydium i szef wydziału sanitarnego Komitetu Wyzwolenia Narodów Rosji pod koniec II wojny światowej, emigracyjny publicysta i działacz narodowowyzwoleńczy.

## Życiorys
W 1912 r. ukończył gimnazjum, a następnie rozpoczął studia medyczne na uniwersytecie kijowskim. W 1911 wygrał zawody w Kijowie z Jefimem Bogolubowem, stając się mistrzem Kijowa. W lutym 1914 przegrał w Kijowie z José Raúlem Capablanką. W okresie lipiec-sierpień tego roku przebywał wraz z 10 innymi rosyjskimi szachistami na turnieju szachowym w Mannheim. Został internowany przez Niemców z powodu wybuchu I wojny światowej. Jednakże już we wrześniu wyszedł na wolność i powrócił do Rosji. W 1917 uzyskał dyplom lekarski i ochotniczo wstąpił do armii rosyjskiej. Służył na froncie jako felczer. Podczas wojny domowej bolszewików z białymi pracował w szpitalu wojskowym. Jednocześnie uczył anatomii w Instytucie Edukacji Fizycznej i Sportu w Kijowie.
W okresie ZSRR prowadził praktykę lekarską, a także działalność naukową w zakresie rentgenologii. W 1925 ukończył kursy dla lekarzy-rentgenologów. W 1940 uzyskał tytuł doktora nauk medycznych. Równocześnie kontynuował karierę szachową. Występował 7 razy w mistrzostwach Związku Radzieckiego: w latach 1923, 1924, 1927, 1931, 1933, 1934 i 1938, największy sukces osiągając w roku 1927 w Moskwie, gdzie wraz z Piotrem Romanowskim zdobył tytuł mistrza ZSRR. W 1926 r. opublikował pierwszą ukraińską książkę o szachach pt. Шахи.
Po zajęciu Kijowa przez wojska niemieckie we wrześniu 1941, podjął współpracę z okupantami. Zorganizował i został zastępcą szefa (faktycznie kierował) Ukraińskiego Czerwonego Krzyża. Jego działalność doprowadziła do aresztowania go przez Gestapo, ale szybko wypuszczono go na wolność. Następnie kierował kijowskim Instytutem Medycyny Eksperymentalnej, gdzie zajmował się anatomią. W 1943 spotkał się w Berlinie z gen. Andriejem Własowem. Kiedy Armia Czerwona zbliżała się do Kijowa, wyjechał do Krakowa. W I połowie 1944 rozegrał kilka meczów szachowych w Radomiu, Krakowie i Pradze. Wkrótce przeniósł się do Pragi. Tam pod koniec 1944 przystąpił do Komitetu Wyzwolenia Narodów Rosji, zostając członkiem jego prezydium. Jednocześnie stanął na czele Ukraińskiej Rady Narodowej. Pod koniec wojny przeniósł się do Niemiec. Udało mu się w maju 1945 przedostać do zajętego przez wojska amerykańskie Bayreuth.
Następnie zamieszkał w Monachium, gdzie pod fałszywym nazwiskiem Bogenhols lub Bohenko rozegrał kilka zawodów szachowych. Uniknął repatriacji do ZSRR. W 1948 wyemigrował do Kanady, gdzie został profesorem anatomii na uniwersytecie w Ottawie. Napisał też wiele naukowych książek. Prowadził również działalność polityczną. Miał kontakty z Amerykańskim Komitetem Wyzwolenia Narodów Rosji. W 1952 na kongresie w Niagara Falls wybrano go przewodniczącym ukraińskich federalistów-demokratów. Objął też funkcję redaktora naczelnego pism partyjnych pt. „Схiдняк” i „Федералiст-демократ”. W 1976 opublikował w San Francisco książkę pt. My living way with Vlasov and Manifesto of Prague (po rosyjsku Мой жизненный путь к Власову и Пражскому Манифесту).
Na emigracji nie zrezygnował z kariery szachowej. Uczestniczył w 3 zamkniętych mistrzostwach Kanady: w latach 1949, 1951 i 1955. Ponadto reprezentował Kanadę na XI olimpiadzie szachowej w Amsterdamie w 1954, zdobywając w 8½ pkt w 15 partiach. W 1954 r. zdobył tytuł mistrza międzynarodowego FIDE. Jego wcześniejsze sukcesy, zwłaszcza w mistrzostwach ZSRR, dawały możliwość uzyskania przez niego tytułu arcymistrza szachowego, ale Sowieci blokowali tę decyzję ze względów politycznych. W latach 60. zaczął też grać w szachy korespondencyjne, zwyciężając w 1963 i 1964 w kanadyjskich mistrzostwach. W 1967 uzyskał tytuł międzynarodowego mistrza ICCF.